# Youssouf Abassalah
Youssouf Abassalah, né le 1er avril 1964 à Zouar, est un diplomate et homme politique tchadien. Il a occupé différents postes ministériels.  

## Biographie
Youssouf Abassalah fait ses études supérieures à l'université de Kiev en Ukraine dont il parle couramment la langue.
Il a notamment été :
- Ministre du Pétrole de 2002 à 2004[1],[2] ;
- Ministre des Mines de 2004 à 2006[1] ;
- Ministre du Commerce de 2006 à 2008[1] ;
- Ministre du Commerce et de l'Industrie de 2010 à 2012[1],[3] ;
- Ambassadeur du Tchad en Russie[4] de 2012 à 2016[1] ;
- Ministre de la justice, garde des sceaux, chargé des droits humains de 2016 à 2017 ;
- Ministre du Développement Touristique, de la Culture et de l’Artisanat ;
- Ministre de la Jeunesse, sports et loisirs de 2017 à 2018 ;
- Ministre des mines, du développement industriel, commercial et de la promotion du secteur privé de 2018 à 2019.

En mai 2021, Abassalah est nommé secrétaire général de la primature. Il occupe ce poste jusqu'en janvier 2025 quand il est remplacé par Bachar Ali Souleymane.